# 法光寺 (飯能市)
法光寺（ほうこうじ）は、埼玉県飯能市にある曹洞宗の寺院。

## 歴史
創建年代は不明であるが、法印常信によって開山された。常信は1381年（永徳元年）に寂しているので、それよりも少し前に創建されたものと推測される。1386年（至徳3年）に岡部忠弘は、本尊として延命地蔵菩薩を奉納し開基となった。
当初は真言宗の寺であったが、天正年間（1573年 - 1592年）に、現在の埼玉県入間郡越生町の曹洞宗の寺院龍穏寺の第12世住職である日峰伊鯨によって曹洞宗に転宗した。
1591年（天正19年）、関東地方の新領主となった徳川家康より寺領3石の朱印状が交付されている。

## 文化財
- 観音窟石龕（埼玉県指定有形文化財 昭和9年3月2日指定）[3]
- 木造地蔵菩薩坐像（埼玉県指定有形文化財 昭和49年5月28日指定）[4]

## 交通アクセス
- 吾野駅より徒歩4分。